# Winchester Модель 1893
Winchester Model 1893 американська помпова рушниця 12 калібру, яку розробили брати Джон та Метью Браунінги, а випускала компанія Winchester Repeating Arms Company в період з 1893 по 1897 роки. Пізніше її замінила помпова рушниця Winchester Модель 1897.

## Історія
Модель 1893 була розроблена на початку 1890-х років, після того, як Джон Браунінг розробив Winchester Модель 1887. Для Моделі 1893 Браунінг обрав помповий механізм замість важільного. Виробництво Моделі 1893 було розпочате в травні 1893 і було доволі успішним. Поява рушниці припала на перехідний період від димного на бездимний порох, а тому затвор Моделі 1893 був не здатний витримати тиск нових бездимних рушничних набоїв. Через це в конструкцію було внесено зміни. Ці зміни призвели до появи успішної рушниці Winchester Модель 1897, яка стала однією найпопулярніших рушниць з зовнішнім курком. Виробництво Моделі 1893 припинили в червні 1897, всього було випущено 34176 одиниць.

## Конструкція
Модель 1893 являла собою помпову рушницю з ковзним затвором та зовнішнім курком. Потягнувши цівку стрілець тягнув затвор назад, який в свою чергу, відводив назад курок зводячи його. При русі цівки вперед затвор штовхав набій з трубчастого підствольного магазина до патронника. При відведенні затвора назад рушниця блокувалася, але для того, щоб розблокувати її треба було натиснути на ударник. Для того, щоб розрядити рушницю без пострілу потрібно було натиснути на ударник, що не завжди було безпечним. Тому в наступній рушниці Winchester Модель 1897 для безпечного розряджання було достатньо натиснути кнопку
Стандартними були стволи довжиною 30 або 32 дюйми (760 або 810 мм) з катаної сталі повний чок. Крім того, можна було замовити зброю з різними особливостями і стволами довжиною від 16,5 до 31 дюйм (420 до 790 мм). Стандартна ложа мала гладку сталеву пластину з виступом згори. Чорний твердий гумовий затильник з логотипом Winchester Repeating Arms Company можна було замовити окремо. Стандартними були ложа з пістолетним руків'ям (з круглим набалдашником). Існувало кілька одиниць під замовлення з прямим ложем англійського зразка без пістолетного руків'я. Існувало три «карабіни» варіанта Riot Guns з заводськими антабкою і кільцем.

## Боєприпаси
Модель 1893 була розроблена лише під рушничний набій 12 калібру з довжиною гільзи 2+5⁄8 дюйма (67 мм) з димним порохом.

## Варіанти
Модель 1893 випускали в шести варіантах: Standard, Riot Guns, Fancy, Elliot (Trap), Trap Gun та Pigeon.
Згідно квітневого каталогу 1894 року, стандартна Модель 1893 коштувала $25, а варіант Fancy — $62. Крім того, було перелічено ціни на додаткові опції:
- Fancy горіхові ложа та цівка, без насічки … $10.00
- Ложа з насічкою $5.00
- Довша або вкорочена ложа, під замовлення $10.00
- Гумова накладка на приклад $2.00
- Добрий (3 blade) ствол з дамаску $15.00
- Відмінний (4 blade) ствол з дамаску $20.00[1]

Варіант Elliot, згідно із записами, є специфічною конфігурацією варіанту Trap Gun. Він мав пряму ложу (без пістолетного руків'я, англійського типу), картате ложе з олійною обробкою та гумовий потиличник прикладу.